# Bulino

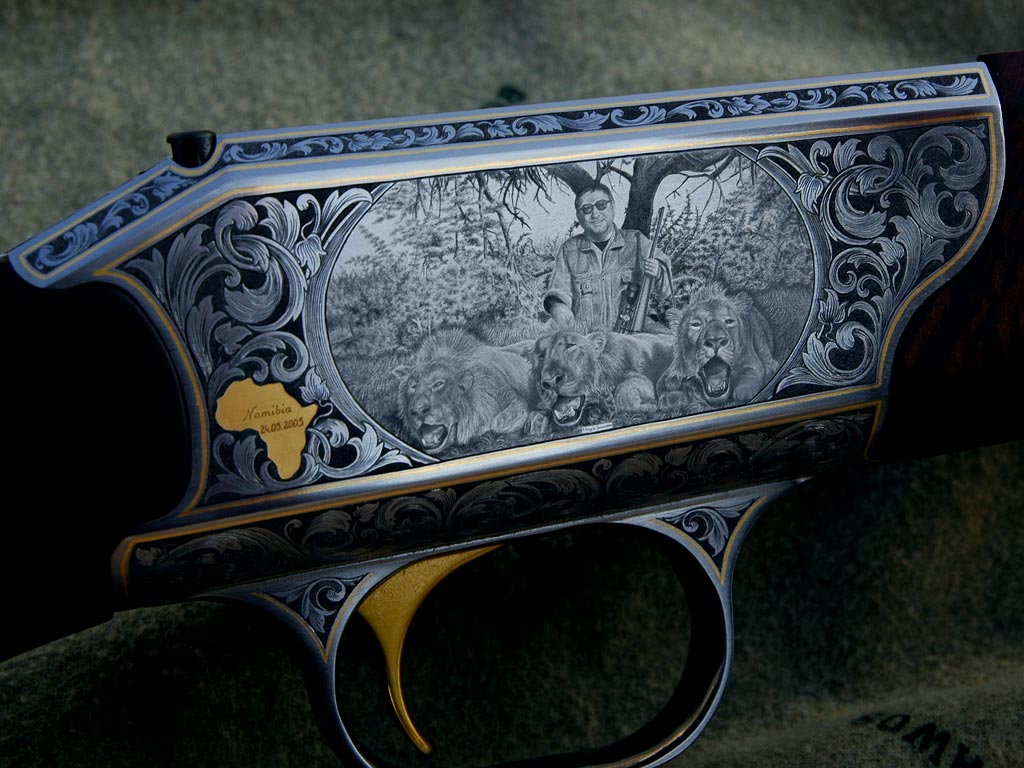
Ozdobny grawerunek wykonany techniką bulino.

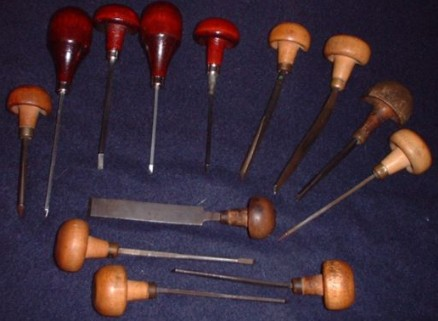
Narzędzia do grawerunku

Bulino – rodzaj techniki grawerskiej, charakteryzującej się fotograficzną jakością przenoszonej kompozycji graficznej. Uważana jest za najdoskonalszą grawerską metodę tworzenia obrazu na metalu. Stosowana przez mistrzów tworzy obrazy o fotograficznej niemal dokładności.
Bulino polega na wykonaniu od 700 do 1200 punktów na 1 mm² powierzchni metalu. Ich liczba jest zależna od założonego stopnia precyzji nanoszonej kompozycji. Wykonywane na powierzchni metalu mikropunkciki modyfikują odbicie światła i jego absorpcję, tworząc złudzenie wielu odcieni szarości, tworzących kontrast obrazu. Metoda pozwala uzyskiwać efekt cieni i półcieni oraz daje wrażenie dynamiki ruchu.
Normalna czarno-biała fotografia daje się zdefiniować 16 stopniami szarości. Oko ludzkie jest w stanie rozróżnić od 8 do 12 stopni. W przypadku grawerunku, za mistrzowskie opanowanie techniki bulino uważa się umiejętność tworzenia 4 stopni szarości grawerunku. Górną barierę możliwości bulino stanowi ósmy stopień.
„Liniowym” odpowiednikiem „punktowej” techniki bulino jest szrafowanie.